# John T. Atwood
John T. Atwood (1946-) es un botánico estadounidense, que ha realizado expediciones botánicas a Malasia, Filipinas, Costa Rica, México, Nicaragua, Panamá. Es un exinvestigador científico del Marie Selby Botanical Gardens.

## Algunas publicaciones
- John T. Atwood, Dora Emilia Mora de Retana. 1993. Orchids of Costa Rica, Parte 3, Volumen 16 de Icones plantarum tropicarum. 4 pp.

### Libros
- John T. Atwood, Dora Emilia Mora de Retana. 1999. Flora Costaricensis Family #39 Orchidaceae: Tribe Maxillarieae: Subtribes Maxillariinae and Oncidiinae. Fieldiana Botany New Series, N.º 40. Chicago: publicó Field Museum of Natural History, 182 pp. ISSN 0015-0746
- John T. Atwood, Stig Dalström,  Ricardo Fernández (2002). Phragmipedium kovachii, A New species from Perú. Selbyana 23 Supplement (junio de 2002).

- La abreviatura «J.T.Atwood» se emplea para indicar a John T. Atwood como autoridad en la descripción y clasificación científica de los vegetales.[1]